# Peter Chrappan
Peter Chrappan (* 21. prosince 1984, Bratislava) je slovenský fotbalový obránce, v současnosti bez angažmá.

## Fotbalová kariéra
Svoji fotbalovou kariéru začal v FK Inter Bratislava. Mezi jeho další kluby patří: OFK Dunajská Lužná, FC Stadlau, SV Mattersburg, FC Inter Baku, FK Dukla Banská Bystrica, Selangor FA, FC ViOn Zlaté Moravce.